# Aviație comercială
Aviația comercială este acea parte a aviației civile care implică operarea de aeronave pentru remunerare sau închiriere, spre deosebire de aviația privată.